# 卡斯諾維亞 (密歇根州)
卡斯諾維亞（英語：Casnovia）是位於美國密歇根州肯特縣蒂龍鎮區及馬斯基根縣卡斯諾維亞鎮區的一個村。

## 人口
根據2020年美國人口普查的數據，卡斯諾維亞的面積為2.78平方千米，當中陸地面積為2.75平方千米，而水域面積為0.02平方千米。當地共有人口316人，而人口密度為每平方千米113人。